# Västra Fågelviks landskommun
Västra Fågelviks landskommun var en tidigare kommun i Värmlands län.

## Administrativ historik
När 1862 års kommunalförordningar trädde i kraft inrättades denna landskommun i Fågelviks socken i Nordmarks härad. Namnet var före 1 januari 1886 (namnet ändrades enligt beslut den 17 april 1885) Fågelviks landskommun.
Vid kommunreformen 1952 upphörde kommunen då den uppgick i Töcksmarks landskommun som senare 1974 uppgick i  Årjängs kommun.